# 北条師時
北条 師時（ほうじょう もろとき）は、鎌倉時代後期の北条氏の一門。鎌倉幕府第10代執権（在職：正安3年8月22日（1301年9月24日） - 応長元年9月22日（1311年11月3日））。

## 生涯
父は第8代執権・北条時宗の同母弟である北条宗政。母は第7代執権・北条政村の娘。父の死後に伯父・時宗の猶子となる。
永仁元年（1293年）、19歳で5月30日に評定衆、6月5日に三番引付頭人、10月20日に引付から改編された執奏と、鎌倉政権の中枢に抜擢される。従兄である執権・北条貞時が平頼綱を永仁の鎌倉大地震に乗じて誅殺して実権を取り戻した平禅門の乱の直後である。引付衆を経ずに評定衆となるのは、得宗家一門と赤橋家の嫡男のみに許される特権とされる。これにより師時は北条氏庶流というより得宗家の一員と見なされていたとされる。それが平禅門の乱の直後であり、また父宗政を凌ぐ要職であることから、単に家格だけではなく、兄弟のいない貞時が、自分にとって一番近い血縁である師時や、もう一人の従弟である北条宗方を政権の中枢に引き上げることによって、周りを固めようとしたとも見られている。永仁3年（1295年）に執奏が廃止され引付が復活するとそこから外れるが、永仁5年（1297年）には23歳で再び二番引付頭人に就任している。
正安3年（1301年）8月、貞時の出家に伴い執権に就任。貞時の嫡男菊寿丸は病弱で足が立たず、翌正安4年（1302年）に夭折しており、貞時は従弟かつ正室の兄弟で娘婿ともなっていた師時を後継者候補に考えていたと思われる（貞時の二男金寿丸も嘉元3年（1305年）に夭折している）。なお補佐役の連署には師時の母方の伯父である北条時村が任じられている。ただし幕政の実権は貞時に握られていた。
嘉元3年（1305年）の嘉元の乱では、時村が宗方に討たれ、さらに宗方が貞時に討たれているが、『保暦間記』では宗方が師時に超越されたことに不満を持ち師時を滅ぼそうと考え、まず時村を討ち、その後師時も討とうとしたとしている。ただし『保暦間記』の記述はあまり信憑性がなく、京の公家の日記等と突き合わせると不自然で疑問視されている。真相は不明だが、時村殺害は家格秩序や先例を無視した貞時の政治に抵抗する北条氏庶流を貞時が制圧しようとしたためで、時村殺害に対する一族内の反発が予想以上に強かったため、貞時は責任を回避するために宗方の陰謀として誅殺したとする説もある。
その後、師時は延慶2年（1309年）に7歳で元服した貞時の三男である北条高時（後の14代執権）が成人するまでの中継ぎ役として期待されたが、貞時の死の1ヶ月前である応長元年（1311年）9月22日に出家し、同日に死去した。享年37。評定中にその座でそのまま死去したと伝わる。また『北条九代記』には嘉元の乱において殺害された宗方の亡霊に苛まれて亡くなったとしている。

## 経歴
- 弘安7年（1284年）、10歳で小侍所別当
- 弘安8年（1285年）、11歳で左近将監・従五位下に叙爵
- 永仁元年（1293年）5月30日、評定衆、6月5日、三番引付頭人、10月20日、執奏、12月20日、従五位上（19歳）
- 永仁2年（1294年）1月30日、右馬権頭
- 永仁5年（1297年）7月、二番引付頭人（23歳）
- 正安1年（1299年）2月27日、正五位下（25歳）
- 正安3年（1301年）8月22日、執権。9月27日、相模守に遷任（27歳）
- 嘉元2年（1304年）従四位下
- 応長元年（1311年）9月21日、出家。道覚と号す。9月22日、卒去。享年37。